# Comfort (Unilever)
Comfort é uma marca de amaciantes da multinacional Unilever, a primeira a ser lançada no Reino Unido, em 1969. Hoje em dia é uma marca global, operando na Europa, Ásia, América Latina e Oriente Médio.

## Linha Comfort no Brasil
- Comfort Concentrado Original 500ml
- Comfort Concentrado Aloe Vera e Erva Doce 500ml
- Comfort Concentrado Ellegance 500ml
- Comfort Concentrado Tanquinho 500ml
- Comfort Concentrado Vibrant 500ml
- Comfort Classic 2L
- Comfort Aloe Vera 2L
- Comfort Violeta e Ylang Ylang 2L
- Comfort Concentrado Intenso Cuidado Essencial
- Comfort Concentrado Puro Cuidado